# Marshall Road (Metro de Filadelfia)
Marshall Road  es una estación en la Ruta 102 de la línea Verde del Metro de Filadelfia. La estación se encuentra localizada en Darby Creek Road en Railroad en Clifton Heights, Pensilvania.  La Autoridad de Transporte del Sureste de Pensilvania (por sus siglas en inglés SEPTA) es la encargada por el mantenimiento y administración de la estación.

## Descripción y servicios
La estación Marshall Road cuenta con 2 plataformas laterales y 2 vías.  

## Conexiones
La estación es abastecida por las siguientes conexiones: 
- Rutas de autobuses: ninguna